# 에드워드 참회왕
에드워드 참회왕(고대 영어: Ēadƿeard Andettere, 라틴어: Eduardus Confessor, 영어: Edward the Confessor, 1003년 ~ 1066년 1월 5일)는 잉글랜드 왕국 웨식스 왕조의 왕이다. 매우 두터운 신앙심을 가지고 있는 인물이었다고 전해진다. 치세 중에 웨스트민스터 사원을 지었으며 1161년에 교황 알렉산데르 3세로부터 시성(諡聖)되었다. 웨스트민스터, 고아, 방랑자들의 주보성인이다.

## 생애
1013년 당시 덴마크가 잉글랜드를 침공하여 왕좌를 차지하자, 그는 어머니의 고향인 노르망디 지방에서 망명생활을 하였는데 그의 두터운 신앙심을 당시 어머니로부터 전해진 것이라고 한다. 1042년 그의 이부(異父)형제 하레크누드가 죽자 추대를 받아 왕위에 오르게 된다. 그는 큰 키에 창백할 정도로 흰 피부, 은빛을 띈 금발을 가지고 있었다.
왕위에는 올랐으나 그는 정치에는 전혀 관심이 없었다고 한다. 자연히 정권은 강력한 권력을 차지한 귀족들에 의하여 농단되었는데, 그럼에도 불구하고 그가 왕위를 지킬 수 있던 것은 경건한 신앙심을 바탕으로 한 전 국민적인 지지덕분이었다.
1051년 에드워드는 약 10여년간 정권을 쥐고 있던 그의 장인인 고드윈 일파를 몰아내었으나, 당시 공을 세운 노르만인들을 중용하여 당시 주류였던 앵글로 색슨 인들에게 반감을 사게 되었다. 결국 1053년 고드윈이 죽자 그의 아들인 웨식스 백(伯) 해럴드가 아버지를 대신하여 정권을 잡게 된다.
1065년 노섬브리아에서 일어난 반란을 진압한 에드워드는 그 다음해 런던에서 세상을 떠났다.

## 후계
그가 죽자 당시 정권을 쥐고 있던 해럴드가 주요 귀족들의 추대를 받아 왕위에 올라 해럴드 2세로 즉위한다. 하지만 당시 노르망디 공이었던 윌리엄이 이에 반기를 들고 잉글랜드를 침공하여 헤이스팅스 전투에서 해럴드의 군대를 물리치고 새로 '정복왕' 윌리엄 1세로 왕좌에 앉게된다.

## 웨스트민스터 사원
노르망디 망명 도중 그는 하느님에게 자신이 다시 왕위를 회복하게 된다면 로마를 순례할 것을 맹세하였다고 한다. 그는 즉위 이후 서약을 지키기 위하여 로마 순례를 추진하였는데 당시 정국이 안정되지 못했음을 들어 대부분의 귀족들이 이를 반대하게 되자 당시 교황 레오 9세에게 조언을 구하였다. 교황은 에드워드에게 로마 순례 비용으로 수도원을 짓고 빈민을 구제하는 것을 권하였고, 왕은 이에 따라 성당 부속으로 있던 수도원을 증축할 것을 지시하였는데 이것이 오늘날의 웨스트민스터 사원이다.

## 같이 보기
- 에드워드 참회왕의 관